# Дорівал Кайммі
Дорівал Кайммі (порт. Dorival Caymmi; 30 квітня 1914, Сальвадор, Баїя, Бразилія — 16 серпня 2008, Ріо-де-Жанейро, Бразилія) — бразильський співак, автор пісень, актор і художник. Сприяв народженню стилю босанови. Його самби, «Samba da Minha Terra», «Doralice» і «Saudade da Bahia», а також балади «Promessa de Pescador», «O Que É Que a Baiana Tem?», «Milagre», присвячені рибалкам і жінкам Баїї, стали основою MPB. Кайммі написав впродовж життя близько 100 пісень, багато його творів вважаються бразильською класикою, його пісні виконувались численними бразильськими та світовими співаками.

## Раннє життя
Дорівал Кайммі народився в столиці штату Баїя, Сальвадорі, 30 квітня 1914 в родині державного службовця. Батько, Дюрваль Енріке Кайммі, походив з родини італійських емігрантів, грав на гітарі, мандоліні та фортепіано. Мати, Ауреліна Кандіда Суарес (дона Сунья) мала афро-португальське походження, була домогосподаркою, добре співала. 1926 року Дорівал закінчив курс початкової школи в коледжі Олімпіо Крус. Наступного року він вступив до середньої школи і одразу залишив її, бо почав працювати в редакції сальвадорської газети «O Imparcial», де писав адреси передплатників на конвертах та виконував дрібні доручення. Він також підробляв малюванням вивісок для магазинів. 1929 року газета припинила існування і Дорівал змушений був шукати інших місць роботи: він продавав мотузки і напої, допомагав рибалкам на пляжі Ітапуан. Відомо, що Дорівал Кайммі ніколи не вчився музиці професійно. На гітарі його вчили грати батько і дядько Сісі. Приблизно 1933 року він почав складати перші пісні, такі, наприклад, як «No sertão» («В сертані»).
1935 року Кайммі пройшов конкурс на клерка державного колектора, але жодного дня не працював на цій посаді. Того ж року він проходив військову службу і випадково виступив зі співом на місцевому радіо Rádio Clube da Bahia, в компанії свого друга Зезінью. З цього почалась його участь у програмах Радіо Баїя. Нове керівництво радіостанції, яка до цього часу транслювала лише записи, започаткувало виступи співаків наживо. Серед них з'явилася програма «Кайммі і його пісні». Наступного року він виграв пісенний конкурс на баїянському карнавалі з самбою «A Bahia também dá».
1937 року Дорівал переїхав до Ріо-де-Жанейро з метою вивчення журналістики і роботи ілюстратором. Завдяки родинним зв'язкам йому вдалося опублікувати деякі малюнки в журналі O Cruzeiro. В цей час Кайммі познайомився з директором Rádio Tupi, Теофіло ді Барросом Фільо, якому сподобався його голос. Фільо залучив його до регулярних виступів на радіо. Дорівал працював у журналі O Jornal, газеті Diários Associados, а у вільний час створював та співав пісні на радіошоу Meia Hora do Dragão. Його популярність зростала разом з аудиторією шоу. 1938 року він познайомився зі своєю майбутньою дружиною, співачкою Стеллою Маріс, коли та виконували «Último desejo» Ноеля Рози на Rádio Tupi.

## Творчість

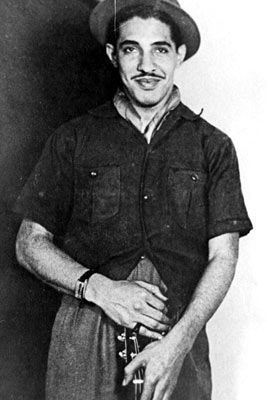
Кайммі.1938 рік

Невдовзі після  переїзду до Ріо-де-Жанейро Кайммі досяг національного успіху з самбою «O Que É que a Baiana Tem?» («Що має баїянка?»), що стала знаменитою завдяки виконанню Кармен Мірандою у музичній комедії «Banana da terra» (1938). Він здобув міжнародне визнання з «Você Já Foi à Bahia?» («Чи були ви в Баїї?»), що була представлена в анімаційному фільмі Діснея «Три Кабальєро» (1944). Більшу частину творчості Кайммі складають пісні про Баїю, наповнені образами байанок, гарячих мулаток, бійців капоейри та рибалок, шанувальників оріші Єманжі, матері моря. Жоден співак чи автор пісень не зробив більше, ніж Кайммі, аби донести світу привабливий образ Баїї. Успіх «O Que É que a Baiana Tem?» надихнув Кайммі приділити більше уваги створенню пісень. Наприкінці 1939 року він уклав контракт з Odeon Records і записав у дуеті з Кармен Мірандою свої перші три сингли «Rainha do Mar/Promessa de Pescador», «Roda Pião», і «O Que É Que a Baiana Tem?/A Preta do Acarajé».
Досягнення Кайммі і його перше визнання 1939 року на думку часопису Rolling Stone Brasil належить до 100 найважливіших подій бразильської музики.
У 1940—1950-х роках Кайммі регулярно виступав на Rádio Nacional та Rádio Tupi, активно записував сингли на студіях Odeon, RCA Victor, Continental, Columbia. В ці часи він створив низку пісень, що стали класикою бразильської музики: «Samba da Minha Terra» («Самба моєї землі»), «Jangada Voltou Só» («Плот повернувся сам»), «É Doce Morrer no Mar» («Як солодко померти в морі»), «O Mar» («Море»), «Doralice», «Marina», «Maracangalha» та ін. Наприкінці 1940-х років він приєднався до руху самба-кансан, заснованого його творчим суперником, композитором Арі Баррозу. 1957 року Кайммі написав широко відому «Suíte do Pescador» («Сюїту рибалки»), 1965 року була створена досить близька її версія «Marcha dos Pescadores» («Марш рибалок»), 1971 року ця мелодія стала головною музичною темою у фільмі «The Sandpit Generals» («Генерали піщаних кар'єрів»), де Кайммі також зіграв Джона Адама. 1954 року на студії Odeon вийшов його перший альбом Canções Praieiras, що за версією Rolling Stone Brasil є N°77 в списку найважливіших бразильських альбомів.
1956 року журнал Radiolândia визнав Кайммі кращим композитором року. 1957 року Кайммі на пропозицію Алоїзіу ді Олівейра, тодішнього художнього директора Odeon, записав самбу «Saudade da Bahia» («Журба за Баїєю»). «Saudades da Bahia» отримала рекордний обсяг продажів, Дорівал отримав спеціальну нагороду від мережі магазинів в Сан-Паулу. Того ж року він гастролював у Європі з культурною місією бразильського уряду і відвідав Іспанію, Францію, Італію та Португалію. У 1950-1960-х роках Жобім, Жуан Жілберту та інші творці стилю босанова, співпрацювали з Кайммі і часто зверталися до його творчості. Жілберту інтерпретував і постійно виконував кілька пісень Кайммі, включно з «Rosa Morena» («Темношкіра троянда») і «Saudade da Bahia». Жобім, зачарований музикою Кайммі, став його близьким другом. 1964 року вони з Томом Жобімом записали спільний альбом Caymmi visita Tom. 1965 року «Rosa Morena» в перекладі англійською Рея Гілберта («And Roses and Roses») була виконана і записана співаками Енді Вільямсом на студії Columbia та Аструд Жілберту на студії Verve. Версія Вільямса набула популярності й посіла в чартах Billboard Hot 100 та U.S. Adult Contemporary, відповідно, #36 та #4 місця., внаслідок чого Кайммі на чотири місяці був запрошений до Лос-Анджелеса, де виступав, брав участь у телешоу та записав на Warner Bros. Records альбом Caymmi разом з The Girls From Bahia (Quarteto Em Cy).

### Співпраця з Жоржі Амаду
Кайммі впродовж життя був близьким другом письменника Жоржі Амаду і створив у співпраці з ним низку пісень. 1945 року він поклав на музику одну з політичних поезій Амаду для допомоги сенаторській кампанії Луїса Карлуса Престіса, приспів цього маршу закликав: «Голосуймо за Престіса, за комуністичну партію!». 1975 року Кайммі він написав «Modinha para a Gabriela» («Пісенька Габріели») музичну тему для телевізійної екранізації роману Амадо «Габріела, Cravo e Canela» («Габріела, кориця і гвоздика»). Ця пісня у виконанні Гал Коста мала великий успіх і спонукала відому співачку до створення альбому Gal Canta Caymmi. Можливо, найвідомішим наслідком співпраці Кайммі з Амаду є написана ними пісня «É Doce Morrer no Mar» («Як солодко вмирати в морі»). Тандемом створено чимало інших пісень, серед них «Beijos pela Noite» («Поцілунки вночі»), «Cantiga de Cego» («Пісенька сліпого»), «Modinha para Teresa Batista» («Пісенька Терези Батісти»), «Retirantes» («Мігранти») тощо.

## Особисте життя

### Живопис
Кайммі заслужив свою славу як співак і автор пісень. Його живопис менш відомий широкому загалу. З 1943 по 1945 рік він відвідував клас малюнку та живопису в школі образотворчого мистецтва Escola de Belas Artes в Ріо-де-Жанейро. Після закінчення навчання він малював до кінця свого життя.

### Погляди

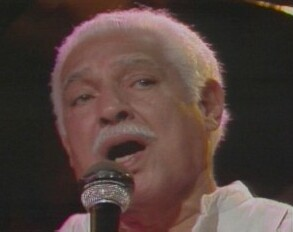

Він практикував кандомбле, афро-бразильський культ, що походить від чорношкірих рабів йоруба та банту і шанує Оріша — духів природи, що походять з її основних елементів: землі, вогню, води і повітря. Кандомбле сповідував батько Дорівала, водночас зберігаючи вірність католицтву, що є розповсюдженим явищем в Бразилії. Кайммі долучився до кандомбле вже дорослим, коли друзі запрошували його супроводжувати їх на релігійні церемонії і вечірки. Він був великим шанувальником духовної лідерки (порт. iyalorixá) Матері Менінінья ду Гантуа (порт. Mãe Menininha do Gantois) і 1972 року написав на її честь знамениту молитву «Oração a Mãe Menininha».
Кайммі також був натуристом, був впевнений що найкращим способом життя є повернення до природи, любив з групою друзів купатися в лагуні Абете поблизу Сальвадора.

### Шлюб
1938 року під час запису на Rádio Tupi він познайомився з бразильською вокалісткою Аделаїдою Тостес, більш відомою за сценічним псевдонімом Стелла Маріс. 30 квітня 1940 року вони одружилися, Дорівалу на той час виповнилося 26, а Стеллі — 18 років. Стелла невдовзі вирішила відмовитися від музичної кар'єри. За свідченнями письменника Жоржі Амаду «він не досяг би навіть третини зробленого, якби не мав поряд Стелли Маріс, яка підтримувала його, дала йому можливість стояти на землі. Тому що він мрійник, він знаходиться в повітрі, він дуже особлива істота, надзвичайна, лінива, живе дружбою, ніжностю. І вона прив'язала Кайммі». Стелла пережила чоловіка лише на 11 днів. Пара мала трьох дітей: Дінарі (Нана, 1941), Дорівала (Дорі, 1943) і Данилу Кандіду (1948), що також стали відомими виконавцями бразильської популярної музики.

## Смерть
Дорівал Кайммі помер у віці 94 років від раку нирок, на який страждав з 1999 року, і поліорганної недостатності 16 серпня 2008 року в своєму будинку в Копакабані, Ріо-де-Жанейро.

## Нагороди та визнання
- 1970 Орден Ріу-Бранку (порт. Ordem do Rio Branco)[3]
- 1972 Орден За заслуги Баїї (порт. Ordem do Mérito da Bahia)[23]
- 1984 Орден трудових заслуг (порт. Ordem do Mérito Judiciário Trabalho)[24]
- 1984 Орден Мистецтв та літератури (фр. L'Ordre des Arts et des Lettres)[24][25]
- 2003 Орден За заслуги в культурі (Бразилія) (порт. Ordem do Mérito Cultural)[26]
- 2006 Національна премія Жоржі Амаду в галузі літератури і мистецтв (порт. Prêmio Nacional Jorge Amado de Literatura e Arte)[27]

## Дискографія
| Альбоми - 1954: Canções Praieiras (Odeon) - 1955: Sambas (Odeon) - 1957: Eu Vou pra Maracangalha (Odeon) - 1957: Caymmi e o Mar (Odeon) - 1958: Ary Caymmi e Dorival Barroso (Odeon) - 1959: Caymmi e Seu Violão (Odeon) - 1960: Eu Não Tenho Onde Morar (Odeon) - 1964: Caymmi Visita Tom (Elenco) - 1965: Caymmi (Odeon) - 1967: Vinicius e Caymmi no Zum Zum (Elenco) - 1972: Caymmi (Odeon) - 1973: Caymmi Também É de Rancho (Odeon) - 1984: Setenta Anos (Funarte) - 1985: Caymmi, Som, Imagem e Magia (Sargaço Produções) - 1987: Família Caymmi - 1988: Família Caymmi em Montreux (Odeon) - 1994: Caymmi em Família (Som Livre) - 1996: Caymmi Inédito (Universal) - 2000: Caymmi: Amor e Mar (EMI) | Сингли - 1939: Rainha do Mar/Promessa de Pescador (Odeon) - 1939: Roda Pião (Odeon) - 1939: O Que É Que a Baiana Tem?/A Preta do Acarajé (Odeon) - 1940: O Mar (I)/O Mar (II) (Columbia) - 1940: Navio Negreiro/Noite de Temporal (Odeon) - 1941: É Doce Morrer no Mar/A Jangada Voltou Só (Columbia) - 1941: Essa Nega Fulô/Balaío Grande (Columbia) - 1943: O Mar (I)/O Mar (II)(Continental) - 1943: É Doce Morrer no Mar/A Jangada Voltou Só(Continental) - 1943: Essa Nega Fulô/Balaío Grande(Continental) - 1945: Dora/Peguei Um Ita no Norte (Odeon) - 1946: A Vizinha do Lado/Trezentos e Sessenta e Cinco Igrejas (Odeon) - 1947: Marina/Lá Vem a Baiana (RCA Victor) - 1948: Cantiga/Sodade Matadera (RCA Victor) | - 1948: A Lenda do Abaeté/Saudades de Itapoã (RCA Victor) - 1949: O Vento/Festa de Rua (RCA Victor) - 1952: Não Tem Solução/Nem Eu (Odeon) - 1953: Tão Só/João Valentão (Odeon) - 1954: A Jangada Voltou Só/É Doce Morrer no Mar (Odeon) - 1954: Quem Vem pra Beira do Mar/Pescaria (Canoeiro) (Odeon) - 1956: Maracangalha/Fiz uma Viagem (Odeon) - 1956: Saudades de Itapoã/A Lenda do Abaeté(Odeon) - 1956: Sábado em Copacabana/Só Louco (Odeon) - 1957: 2 de Fevereiro/Saudades de Itapoã (Odeon) - 1957: Acalanto/História pro Sinhozinho (Odeon) - 1957: Saudade da Bahia/Roda Pião (Odeon) - 1960: Rosa Morena/Acalanto (Odeon) - 1960: São Salvador/Eu Não Tenho Onde Morar (Odeon) |